# Команда-лифт
Команда-лифт (нем. Fahrstuhlmannschaft, исп. equipo ascensor, англ. yo-yo club) — на спортивном сленге шутливое название команды, которая довольно долго чередует выступления в разных дивизионах (чаще всего в двух дивизионах разных уровней).

## Некоторые футбольные команды по странам

### Англия
- В Англии насчитывается большое количество команд, которые претерпевали повышение и понижение в классе — подобный клуб носит название «йо-йо команда» (англ. yo-yo club). Рекордсменом среди команд считается «Бирмингем Сити», который по 12 раз переходил в более высокую лигу и 12 раз выбывал в более низкую лигу[1]. С 1921 по 1939 годы «Бирмингем Сити» был в Первом дивизионе футбольной лиги, вторая такая постоянная серия в Первом дивизионе у бирмингемцев была с 1955 по 1965 годы. В течение своей истории «Бирмингем» неоднократно пытался выбраться из Первого дивизиона в Премьер-лигу: в начале существования клуб трижды переживал вылеты во Второй дивизион из Первого, до конца 1970-х выступал относительно стабильно всего с тремя выбываниями и четырьмя повышениями, однако в 1980-х его снова начало «трясти», и в 1986 году бирмингемцы покинули Футбольную лигу. Возвращение в Премьер-лигу состоялось в 2002 году, с 2006 по 2009 годы бирмингемцы опять регулярно то выбывали из АПЛ, то возвращались туда. В 2011 году «Бирмингем Сити» в шестой раз вылетел из АПЛ: выбывание как таковое стало восьмым по счёту с 1979 года (ещё дважды он вылетал в Третий дивизион).
- «Брайтон энд Хоув Альбион» в течение 53 лет с 1958 года клуб претерпел девять «вылетов» и десять переходов в более высокие лиги. Постоянная смена тренеров привела к тому, что в 1990-е клуб оказался на грани выбывания в Конференцию, однако невероятным образом удержался. Пережив пять «переездов» с 2001 по 2006 годы, клуб надолго остался в Первой Футбольной лиге, выбыв в Чемпионшип лишь в 2011 году.
- «Челси» с 1975 по 1989 годы выступал нестабильно, трижды вылетая из высшей лиги Англии. В 1992 году после учреждения Премьер-лиги «Челси» прочно закрепился в чемпионате Англии.
- «Лестер Сити» за свою историю пережил 11 подъёмов в более высокие лиги и столько же раз выбывал оттуда. С 1994 по 2004 годы клуб трижды выбирался в Премьер-лигу, дольше всего продержавшись в течение шести лет подряд с 1996 по 2002 годы. С 2004 года клуб не может вернуться в Премьер-Лигу, даже выбыв в 2008 году из Чемпионшипа. В сезоне 2013/2014 выиграл Чемпионшип и вернулся в Премьер-Лигу. А пару лет спустя выиграл и Премьер-лигу
- «Манчестер Сити» за 107 сезонов своего участия в чемпионате Англии пережил 21 переход из лиги в лигу. С 1899 года клуб провёл 63 сезона из 73 в Первом дивизионе Англии, в 1980-е он дважды оттуда выбывал. С 1983 по 2001 годы клуб играл в целом нестабильно и даже выбывал в Третий дивизион Футбольной лиги. Только после того, как шейх Мансур приобрёл команду, «горожане» закрепились в Премьер-лиге и в 2012 году впервые стали чемпионами.
- «Мидлсбро» до 1954 года выступал в высшей лиге, выбыв вскоре оттуда на двадцать лет. В 1966 году клуб даже выбыл в Третий дивизион, вернувшись только после смены руководства. В середние 1980-х годов команду постиг кризис, и в течение 10 лет клуб менял дивизионы с 1982 по 1998 годы, чуть не потеряв лицензию в сезоне 1986/87. Учреждение Премьер-лиги принесло некоторую стабильность, однако команда недолго продержалась в АПЛ и выбыла оттуда, несмотря на солидное финансирование. В середине 1990-х клуб был оштрафован в одном из сезонов из-за неуплаты долгов, что стоило ему прописки в лиге. В начале 2000-х годов старания Стива Макларена позволили клубу закрепиться в Премьер-лиге, однако после его ухода в сборную Англии клуб стал слабеть и в 2009 году выбыл из Премьер-лиги. Сейчас он выступает в Чемпионшипе.
- «Норвич Сити» провёл с 1972 года 21 сезон в высшей лиге и 15 сезонов во втором эшелоне[2]. С 2009 по 2011 годы клуб совершил рывок, выбравшись из Лиги 1 в Чемпионшип и Премьер-лигу[3]
- «Шеффилд Уэнсдей» до Второй мировой войны считался одним из сильнейших клубов Англии, выиграв в 1930 году четвёртый титул чемпионов Англии и Кубок Англии в 1935 году. Однако после вылета в 1937 году клуб долго не мог вернуться в высшую лигу. В 1950 году команда фактически стала своеобразным «лифтом», трижды пережив понижение в классе за следующие восемь лет при Эрике Тейлоре в 1951, 1955 и 1958 годах (но каждый раз возвращаясь обратно на следующий год). Он назвал эти годы «годами йо-йо». В 1959 году шеффилдцы вышли в Первый дивизион, откуда выбыли обратно в 1970 году. В 1975 году клуб и вовсе очутился в Третьем дивизионе. В мае 2012 года клуб вернулся в Чемпионшип.
- «Уотфорд» за последние 30 лет регулярно курсирует между четырьмя уровнями английского футбола: в начале 1980-х клуб стремительно выбрался в высшую лигу, однако в сезоне 1988/1989 очутился во Втором дивизионе, а к концу сезона 1995/96 выбыл в третий по значимости дивизион. Вскоре клуб выиграл Второй дивизион, вернулся в Первый дивизион, где выиграл переходный плей-офф в сезоне 2005/06, однако по итогам сезона 2006/07 оказался на 20-м месте и вернулся в Чемпионшип. За 25 лет клуб совершил 11 переходов.
- «Вест Бромвич Альбион» с 2002 года регулярно выступал в качестве «команды-лифта»: с 2002 по 2010 годы четыре раза он выбирался в Премьер-лигу (2002, 2004, 2008 и 2010) и трижды выбывал в Чемпионшип (2003, 2006, 2009). В 2011 году «дрозды» сохранили прописку в Премьер-лиге и продолжили выступления во втором сезоне подряд. Клуб выстоял в сезоне 2004/05, став единственной командой, которая очутилась во время Рождества на последнем месте и при этом не выбыла в Чемпионшип. В 2000 году «Вест Бромвич Альбион» был на грани выбывания во Второй дивизион (тогда ещё Третий).
- «Вулверхэмптон Уондерерс» получил славу «команды-лифта» в 1980-е годы, выиграв Кубок Футбольной лиги 1980 года и при этом выбыв во Второй дивизион. Спустя два года клуб стал банкротом и лишь невероятным образом его удалось сохранить. В 1986 году команда и очутилась в Четвёртом дивизионе, откуда, однако, быстро выбралась. За восемь сезонов клуб семь раз менял прописку, попав в Премьер-лигу только в сезоне 2003/04. С 2009 по 2012 годы клуб удерживался в Премьер-лиге.

### Германия
Главными «лифтами» немецкого футбола являются «Арминия» из Билефельда и «Нюрнберг», которые 15 раз переходили из Первой Бундеслиги во Вторую. Одиннадцать подобных переходов на счету «Бохума», «Карлсруэ» и «Дуйсбурга», однако с учётом выступлений в чемпионатах ГДР на первое место в абсолютном зачёте выходят ростокская «Ганза» и берлинский «Унион».

### Испания
«Малага» обладает «достижением» в 25 смен дивизионов, чего не «добился» даже английский «Бирмингем Сити». В 1993 году «Малага» стала правопреемником клуба «Депортиво Малага», хотя изначально основывалась как фарм-клуб. Из 25 взлётов и вылетов 22 относятся к истории клуба с 1942 года. В 2000-х годах клуб перестало трясти благодаря приобретению команды шейхом Абдуллой Аль-Тани, что в перспективе привело к выходу команды в 1/4 финала Лиги чемпионов 2012/2013. Ещё четыре команды обладают примерно таким же количеством переходов по дивизионам: «Мурсия» (22 цикла), «Реал Бетис» (21 цикл), «Сельта» (20 циклов) и «Депортиво Ла-Корунья» (19 циклов). В настоящий момент только «Мурсия» является стабильно играющей командой: остальные три довольно часто сменяют друг друга в Примере.

### Нидерланды
В Нидерландах команда-лифт называется «клуб туда-и-обратно» (нидерл. Heen-en-weer club). Самой известной командой такого типа является «Волендам», который девять раз выходил в Эредивизие и все девять раз надолго не задерживался. С сезона 2009/10 он играет в Эрстедивизие.

### Норвегия
Абсолютным мировым рекордсменом по числу смен дивизионов подряд стал «Бранн», вылетевший из Типпелиги в 1979 году. В чётные года он возвращался каждый раз, в нечётные выбывал. Это происходило вплоть до 1987 года, когда «Бранн» вернулся и больше уже не покидал высшую лигу чемпионата Норвегии.

### Польша
Плоцкая «Висла» в Польше получила шутливое название «Ванька-встанька» (пол. Wańka-wstańka): в 1994 году клуб появился в Первой лиге, однако вылетел в том же сезоне. История повторилась в 1997 году, а в 2000 клуб сумел дотерпеть до второго сезона подряд. С 2002 года клуб не возвращался в Первую лигу, однако счастливым образом до сих пор не избежал банкротства или провала в более низкие лиги.

### Россия
- Самый известный представитель «команд-лифтов» в СССР — это московский «Локомотив», который в 1980-е неоднократно переходил из одной лиги в другую. В 1991 году после упразднения чемпионата СССР «железнодорожники» остались в элите, а приход Юрия Сёмина положил конец бесконечным выбываниям и повышениям в классе «Локомотива»[5].
- «Кубань» из Краснодара была «командой-лифтом» в 1990-е и 2000-е годы[6]. Команда с 1992 по 1994 годы переживала падение из Высшей лиги сначала в Первый, а затем во Второй дивизион. С 2004 по 2010 годы команда безуспешно пыталась закрепиться в Премьер-лиге, вылетев оттуда в 2004, 2007 и 2009 годах. Только по итогам переходного чемпионата 2011/2012 «Кубань» по итогам выступления наконец-то сохранила прописку в Премьер-лиге[7].
- Чуть менее известен ярославский «Шинник», который четыре раза выбывал в Первый дивизион и трижды выходил в Премьер-лигу. Последняя попытка вернуться в чемпионат РФПЛ была предпринята в сезоне 2011/2012, однако ярославцы потерпели поражение в переходных матчах плей-офф.
- Между первым (ФНЛ) и вторым (ПФЛ) российскими дивизионами в 2010-х годах регулярно курсировал нижнекамский «Нефтехимик»[8]. Лифтом также назывались «Мордовия» и тульский «Арсенал»[9]. Критериям команды-лифта в полной мере соответствуют «Оренбург»[10] и «Крылья Советов»[5][11].

### Франция
Во Франции самым известным клубом подобного типа является «Страсбур», который в 1979 году становился чемпионом страны, а вскоре и вовсе скатился до пятого уровня футбольной системы Франции. Двадцать раз он менял дивизионы. В 1997 году муниципальные власти продали контрольный пакет акций многострадального клуба столичному концерну International Management Group, но спустя 5 лет тот отказался от идеи вкладывать деньги в клуб и передал управление команды местным инвесторам. В конце концов летом 2011 года «Страсбур» обанкротился и отправился в любительскую лигу. Чуть менее известен «Ренн» (16 «переездов»), который с 1994 года стабильно играет в Лиге 1, и «Валансьен», который 15 раз менял дивизионы (8 продвижений и 7 выбываний). С 2006 года клуб держится в Лиге 1.

## Хоккей
Типичными примерами команды-лифта в хоккее являются сборные Австрии, Казахстана и Словении.
- Австрия с 2005 года постоянно перемещается из элиты в первый дивизион и обратно: она вылетала из высшего дивизиона чемпионатов мира в 2005, 2007, 2009, 2011, 2013 и 2015 годах, причём в 2009 году она вылетела только потому, что ниже неё оказалась хозяйка следующего чемпионата мира — Германия.
- Казахстан вылетел из высшего дивизиона в 2006 году и три года подряд играл в первом дивизионе, но после возвращения в 2010 году на чемпионат мира стал стабильно вылетать в 1-й дивизион и возвращаться оттуда, стабильно же проваливаясь на чемпионате мира (16-е место) и выигрывая первый дивизион.
- Словения же вылетает из высшего дивизиона чемпионатов мира с 2006 года, причём с 2008 по 2009 годы она играла именно в первом дивизионе. Однако, будучи командой 1-го дивизиона, Словения выступала на хоккейном турнире Олимпийских игр 2014 года.